# Limiar de detecção de odor
O limiar de detecção de odor é a menor concentração de um certo composto com odor que é perceptível pelo olfato humano. 